# 17e arrondissement de Budapest
Le 17e arrondissement de Budapest (en hongrois : Budapest XVII. kerülete) ou Rákosmente, est un arrondissement de Budapest. L'arrondissement est créé en 1950 par fusion des localités de Rákoscsaba, Rákoshegy, Rákoskeresztúr et Rákosliget du comitat de Pest-Pilis-Solt-Kiskun.

## Quartiers
| Quartiers         | Quartiers          | Création | Population en 2001 (hab.) | Superficie (ha) | Densité hab/km2 | Localisation            |
| ----------------- | ------------------ | -------- | ------------------------- | --------------- | --------------- | ----------------------- |
| 1                 | Akadémiaújtelep    |          | 2 895                     |                 |                 | \| 1 2 3 4 5 6 7 8 9 \| |
| 2                 | Madárdomb          |          | 3 595                     |                 |                 | \| 1 2 3 4 5 6 7 8 9 \| |
| 3                 | Rákoscsaba         |          | 13 487                    |                 |                 | \| 1 2 3 4 5 6 7 8 9 \| |
| 4                 | Rákoscsaba-Újtelep |          | 11 029                    |                 |                 | \| 1 2 3 4 5 6 7 8 9 \| |
| 5                 | Rákoshegy          |          | 9 799                     |                 |                 | \| 1 2 3 4 5 6 7 8 9 \| |
| 6                 | Rákoskeresztúr     |          | 26 843                    |                 |                 | \| 1 2 3 4 5 6 7 8 9 \| |
| 7                 | Rákoskert          |          | 7 639                     |                 |                 | \| 1 2 3 4 5 6 7 8 9 \| |
| 8                 | Rákosliget         |          | 3 538                     |                 |                 | \| 1 2 3 4 5 6 7 8 9 \| |
| 9                 | Régiakadémiatelep  |          | 1 164                     |                 |                 | \| 1 2 3 4 5 6 7 8 9 \| |
| 1 2 3 4 5 6 7 8 9 |                    |          |                           |                 |                 |                         |